# Aldrans
Aldrans este o localitate în districtul Innsbruck din landul Tirol, Austria.